# Dragostin
Dragostin (bułg. Драгостин) – wieś w Bułgarii, w obwodzie Błagojewgrad, w gminie Goce Dełczew. Miejscowość wyludniała, została usunięta.